# Campionati europei di 470 1999
I Campionati europei di 470 1999 si sono svolti a Zadar, in Croazia, dal 5 al 14 agosto 1999.

## Podi
| Evento        | Oro                                    | Argento                              | Bronzo                                       |
| 470 Open      | Svezia Johan Molund Mattias Rahm       | Slovenia Tomaž Čopi Mitja Margon     | Francia Gildas Philippe Tanguy Cariou        |
| 470 Femminile | Ucraina Ruslana Taran Elena Pakholchik | Danimarca Susanne Ward Michaela Ward | Paesi Bassi Lisa Westerhof Alexandra Verbeek |

## Medagliere
| Posiz. | Nazione     | Oro | Argento | Bronzo | Totale |
| ------ | ----------- | --- | ------- | ------ | ------ |
| 1      | Svezia      | 1   | 0       | 0      |        |
| 1      | Ucraina     | 1   | 0       | 0      | 1      |
| 3      | Slovenia    | 0   | 1       | 0      | 1      |
| 3      | Danimarca   | 0   | 1       | 0      | 1      |
| 5      | Francia     | 0   | 0       | 1      | 1      |
| 5      | Paesi Bassi | 0   | 0       | 1      | 1      |
| Totale | Totale      | 2   | 2       | 2      | 6      |